# Lesotho
Lesotho és un reialme de l'Àfrica meridional que forma un enclavament dins de Sud-àfrica, per la qual està totalment envoltat. El nom del país significa ‘Terra dels qui parlen sesotho’. És un país independent des del 1966. És un país muntanyós situat a les muntanyes Maloti. Conté les muntanyes més altes del sud d'Àfrica.
La seva principal font d'ingressos ve de les remeses que fa la mà d'obra emigrant. Exporta aigua i electricitat a la veïna Sud-àfrica quan aquesta pateix mancances en el subministrament.
Lesotho té una taxa de prevalença del VIH del 22,8% entre les persones d'entre 15 i 49 anys, una de les més altes del món.

## Història
En els primers anys del segle xix, com a conseqüència directa del període Mfecane, el rei dels basotho, Moshoeshoe I, va fundar el regne; si bé una sèrie d'enfrontaments militars amb els bòers entre 1856 i 1868, van portar al cap de poc a demanar ajuda al Regne Unit, convertint-se en protectorat britànic al maig de 1868.
Sorgit després de la nació històrica dels basotho, Lesotho va obtenir la independència del Regne Unit el 4 d'octubre de 1966.
El gener de 1970, Leabua Jonathan, del Partit Nacional de Basotho (BNP), va assumir el poder, va dissoldre el Congrés Nacional i va exiliar al rei Moshoeshoe II. El 1974, sota el mandat de Leabua, el Partit del Congrés Basotho (BCP) va guanyar les eleccions. Leabua les va anul·lar i va refusar cedir el poder al BCP, tancant, a més, al seu líder.
El BNP va governar per decret fins al gener de 1986, quan un cop militar el va obligar a deixar el poder. La junta militar va retornar el poder executiu a l'exiliat rei Moshoeshoe II. El 1987, després d'un desacord amb les forces armades, el rei va ser forçat novament a l'exili. El seu fill va assumir la corona sota el títol de rei Letsie III.
El president de la junta militar, el general Metsing Lekhanya, va ser expulsat el 1991 i després reemplaçat pel general Elias Phisoana Ramaema, qui va retornar el poder a un govern del BCP (democràticament elegit) el 1993. Moshoeshoe II va tornar des de l'exili el 1992 com un ciutadà ordinari.
El rei Letsie III va intentar sense èxit persuadir al govern del BCP per deixar el seu pare (Moshoeshoe II) com a cap d'estat.
L'agost de 1994 Letsie III va protagonitzar un cop d'estat, el qual va ser diluït pels militars, que a més van treure del govern al BCP. El nou govern no va ser reconegut formalment per la resta dels països de la comunitat internacional.
Moshoeshoe II va ser reposat com a rei de Lesotho el 1995, si bé un any després va morir i la corona va passar de nou a Letsie III.

## Política
Lesotho és una monarquia parlamentària constitucional. La seua carta magna es va promulgar el 2 d'abril de 1993. El primer ministre, Sam Matekane, és el cap de govern i té poders executius.
La figura del rei posseeix en l'actualitat funcions cerimonials, servint principalment com un símbol d'unitat nacional.
El Lesotho Congress for Democracy (LCD) controla en l'actualitat la majoria dels escons de l'Assemblea Nacional (també coneguda com la Cambra Baixa), mentre que el Basotho National Party (BNP), el Lesotho People's Congress i el National Independent Party, són els partits més importants dels nou de l'oposició. En les últimes eleccions de 2007, l'oficialista LCD va obtenir 62 de 120 escons, perdent 15 respecte a les eleccions de 2002.
La cambra alta (o Senat) és el producte de la tradició tribal del país. Els seus membres (22 en l'actualitat) tenen un càrrec hereditari, i la meitat d'ells són elegits pel monarca (sota les indicacions del primer ministre).
La Constitució de 1993 estableix la divisió de poders, i per això hi ha un sistema judicial independent i neutral. Aquest organisme està compost per la Cambra d'Apel·lacions, la Cort Suprema, la Cort de Magistrats, i una sèrie de petits jutjats repartits per les zones rurals. La totalitat dels juristes d'aquests organismes (excepte un) són d'origen sud-africà.
La carta magna, a més de la divisió de poders anteriorment exposada, protegeix els drets civils, incloent la llibertat d'expressió, d'associació i de premsa, així com la llibertat religiosa i de reunió.

### Districtes
A efectes administratius, Lesotho es divideix en deu districtes, dirigits cadascun per un administrador de districtes. Cada districte té una capital coneguda com a camptown. Els districtes es subdivideixen en 80 districtes electorals, que consten de 129 ajuntaments de la comunitat local.

## Geografia

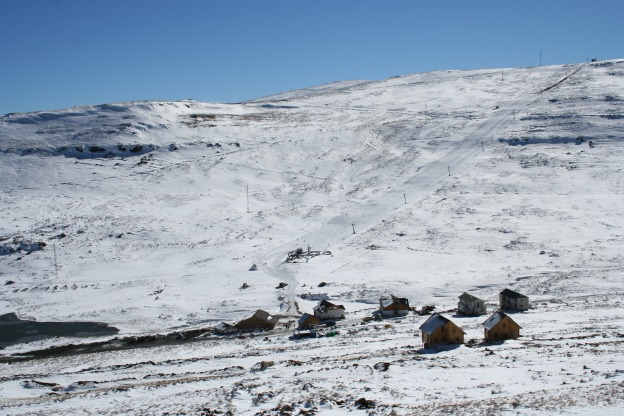
Pista de l'estació a les muntanyes Maloti.

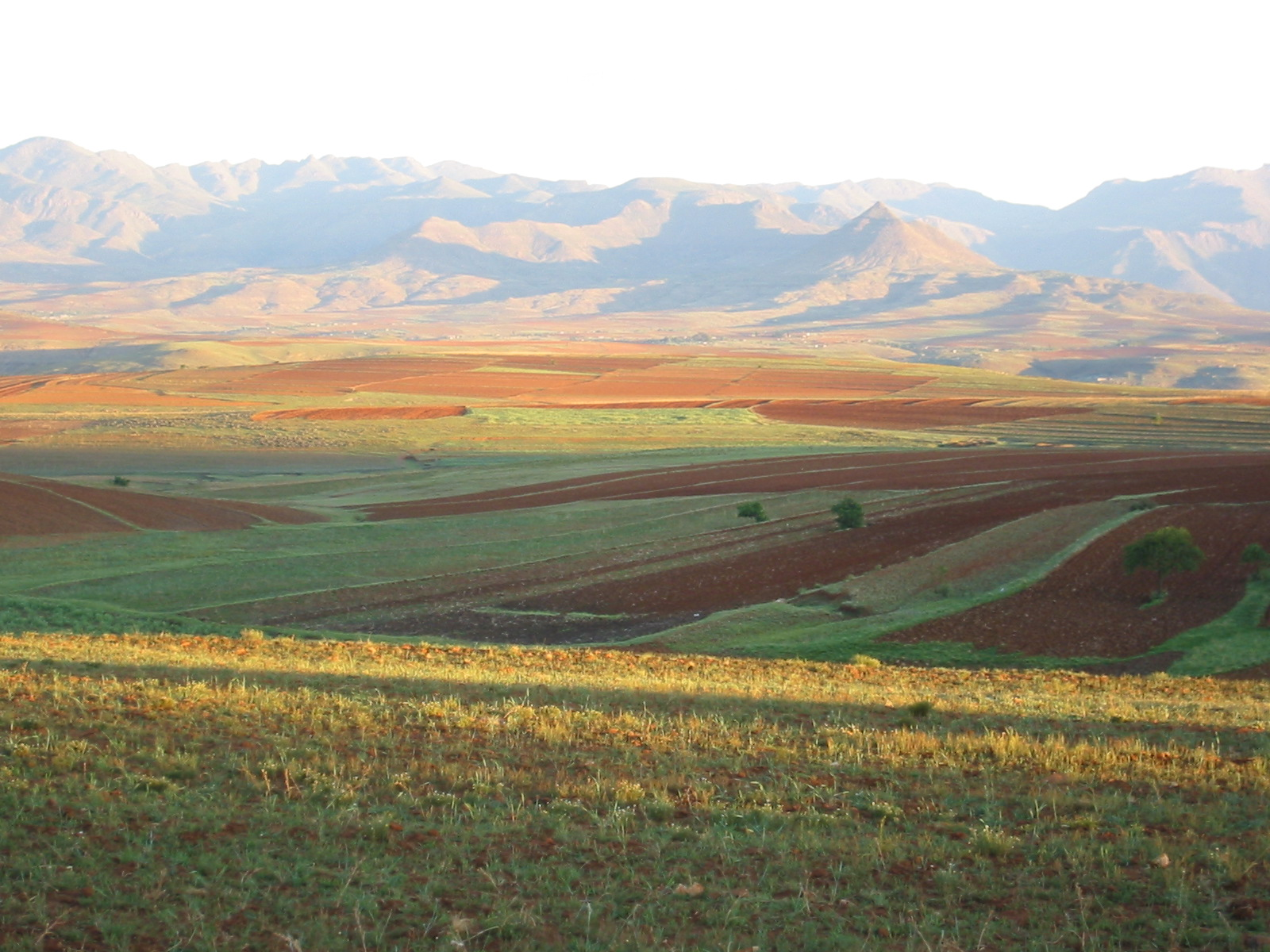
Paisatge de Lesotho

Lesotho està situat al sud d'Àfrica, envoltat completament per Sud-àfrica. El seu territori ocupa una superfície de 30.355 km², que a títol comparatiu, correspon així mateix a la superfície de Bèlgica o Galícia.
És un país amb un gran nombre de muntanyes, al nord es troba la serralada de les Maloti, i al sud-est, les Drakensberg. Amb una altitud de 1.400 msnm al punt més baix, a la confluència dels rius Orange i Makhaleng, el país té la cota inferior més alta del món. Curiosament, aquesta cota inferior és més alta que el punt més alt de 93 països. Cal considerar que més del 80% del territori es troba per sobre dels 1.800 m.
La particularitats geogràfiques d'aquest país, i la seva proximitat a Sud-àfrica (país al qual exporta aigua potable), han fet possible el desenvolupament de projectes hidroelèctrics de considerable magnitud.
Pel que fa a la flora, Lesotho és un país summament àrid. Gairebé tots els seus boscos han estat talats, i malgrat que hi ha hagut nombrosos projectes per a reforestar part del país amb arbres d'eucaliptus de ràpid creixement, l'escassetat de terra fèrtil, i l'alta demanda de llenya com a combustible, han dificultat la tasca.

### Climatologia
A causa de la seva altitud, Lesotho es manté a temperatures més baixes durant tot l'any que altres regions a la mateixa latitud. La majoria de les precipitacions són tempestes d'estiu. Maseru i els terrenys annexos sovint arriben als 30 °C a l'estiu. Els hiverns poden ser freds arribant a aconseguir-se en els terrenys més baixos els -7 °C i en els terrenys més elevats els -18 °C a vegades. La neu és freqüent en els terrenys elevats entre maig i setembre, cims més elevats poden presentar neu durant tot l'any.

### Llengües
Les llengües oficials o nacionals de Lesotho són el sotho meridional i l'anglès. El SIL Internacional ha llistat un total de 5 llengües al regne de Lesotho:
- Anglès.
- Phuthi: 43.000 parlants a Lesotho.
- Sotho meridional: 1.770.000 parlants a Lesotho. També es parla a Botswana i a Sud-àfrica.
- Xhosa: 18.000 parlants a Lesotho, a les valls de Sebapala i Tele.
- Zulu: 248.000 parlants a Lesotho, al districte de Butha-Buthe.

A més a més, a Lesotho també hi ha parlants d'afrikaans, francès, i de llengües de l'Índia i el Pakistan.

## Economia

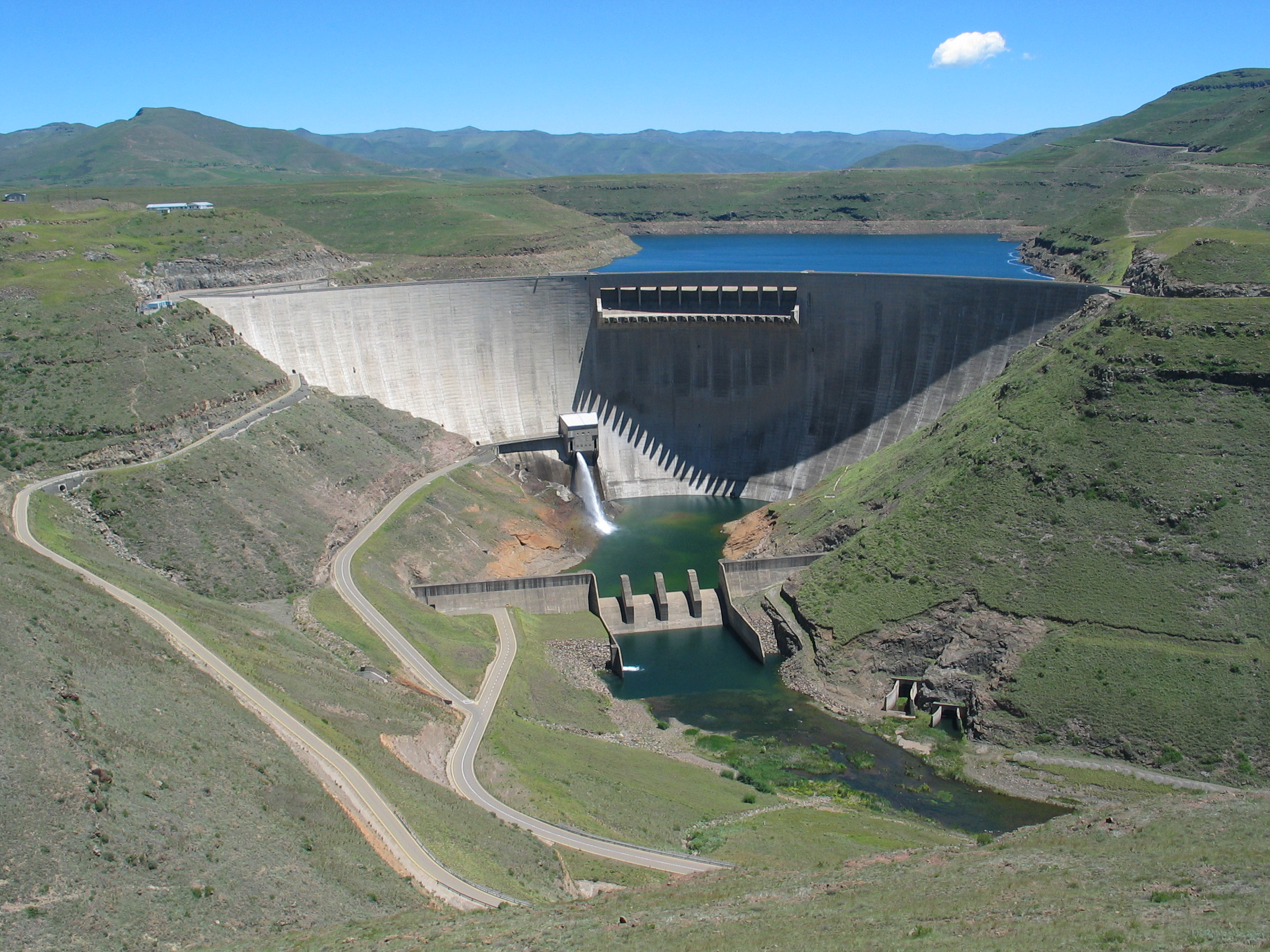
Presa Katse.

El potencial econòmic de Lesotho es basa principalment en l'agricultura (sent els principals cultius el blat de moro, blat, sorgo, fruita i verdura) i al capital humà (per exemple: els ciutadans sothos que migren com a treballadors a les mines de Sud-àfrica, i que després proveeixen Lesotho amb les seves remeses).
Avui en dia, Lesotho també rep ingressos (avaluats en milers de milions de dòlars) de la venda d'aigua potable a Sud-àfrica, per cobrir la demanda quan Sud-àfrica s'enfronta a períodes d'escassetat.
L'emissió de segells postals, principalment destinat al col·leccionisme filatèlic, és també una important font d'ingressos per a la seva economia.
Lesotho és un país petit, muntanyenc, sense sortida al mar, pobre i completament voltat pel territori de Sud-àfrica. Tres quarts de la seva població viu en zones rurals i es dediquen a l'agricultura de subsistència. La seva economia depèn de l'enviament de diners fet per ciutadans del país a l'estranger (especialment en les mines de Sud-àfrica) i de drets duaners, són la major part dels ingressos del govern. No obstant això, el govern recentment va millorar la seva recaptació d'impostos per reduir la dependència de les taxes duaneres.
El 1998 va ser inaugurada una hidroelèctrica que possibilita la venda d'energia i aigua a l'Àfrica del Sud. El país produeix el 90% de l'energia que necessita.
La petita indústria del país és basada en la transformació dels productes agrícoles i en la confecció de robes. Aquesta última es va beneficiar de la qualificació del país per rebre els beneficis de l'Africa Growth and Opportunity Act del govern nord-americà.

## Demografia

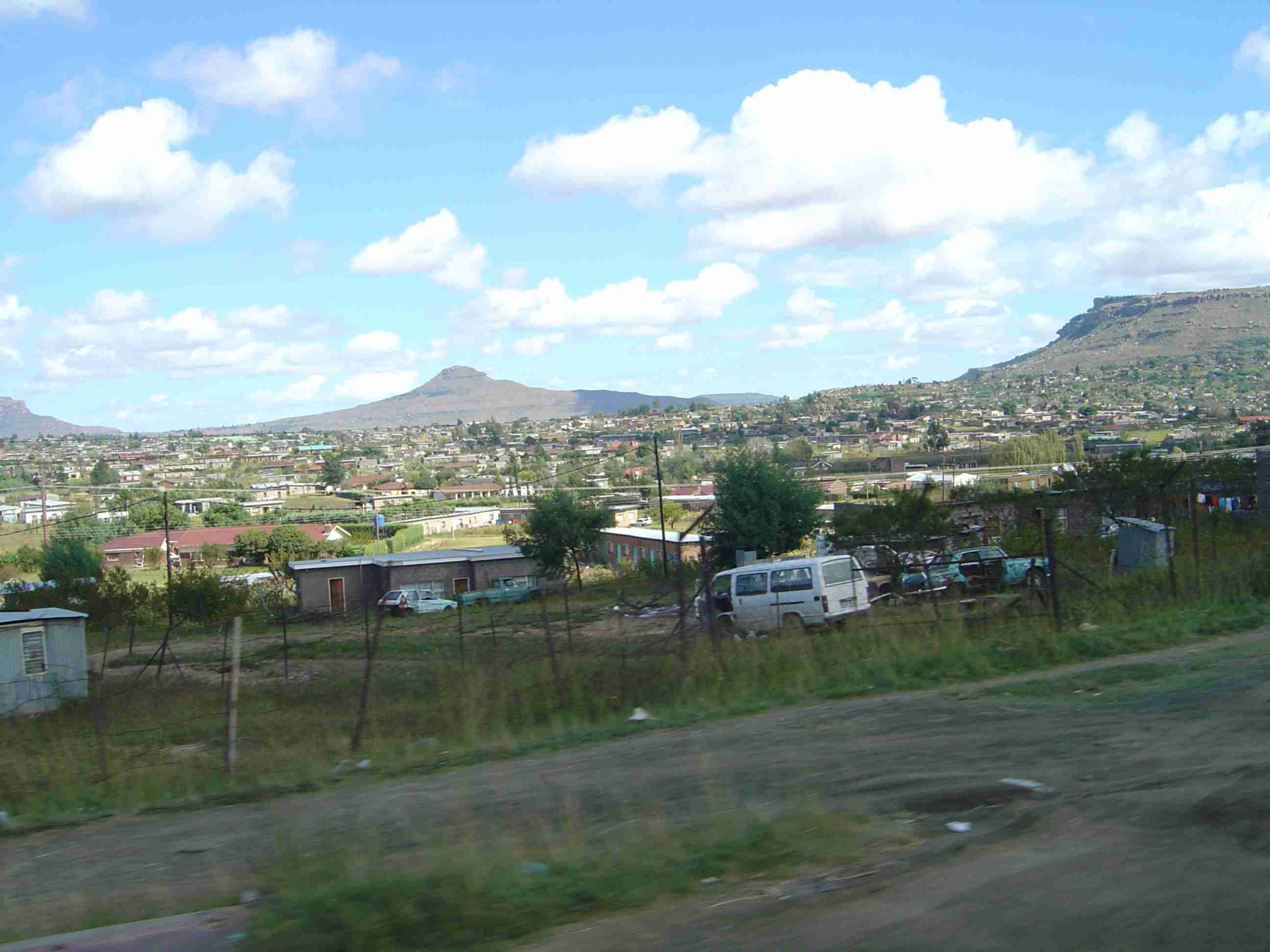
Vista panoràmica de Maseru, la capital i la ciutat més poblada.

Lesotho té més de 2.000.000 d'habitants, la població urbana és del 25% i la rural és del 75%. Actualment s'estima que la taxa de creixement anual de la població és del 3,5%.
Més del 99% de la població de Lesotho és ètnicament basotha; altres grups ètnics inclouen europeus i asiàtics, els quals habiten en la seva gairebé totalitat a Maseru. El sesotho i l'anglès són els idiomes oficials. Altres idiomes inclouen el zulu i el xosa.
La població religiosa del país és el 90% cristiana. El Consell Cristià de Lesotho, compost per representants de totes les esglésies cristianes més importants del país, s'estima que aproximadament el 90% de la població és cristiana. Els  protestants representen el 46% i els catòlics romans un 45% de la població. Musulmans, hindús, budistes, baha'is, i els membres de les religions tradicionals indígenes, constitueixen el 10% restant de la població.
Segons estimacions de 2012, només quatre de les localitats més importants del país superen els 25.000 habitants. Aquestes són: la capital Maseru (267.559 habitants), Hlotse (47.894), Mafeteng (43.200) i Teyateyaneng (28.142).

## Cultura

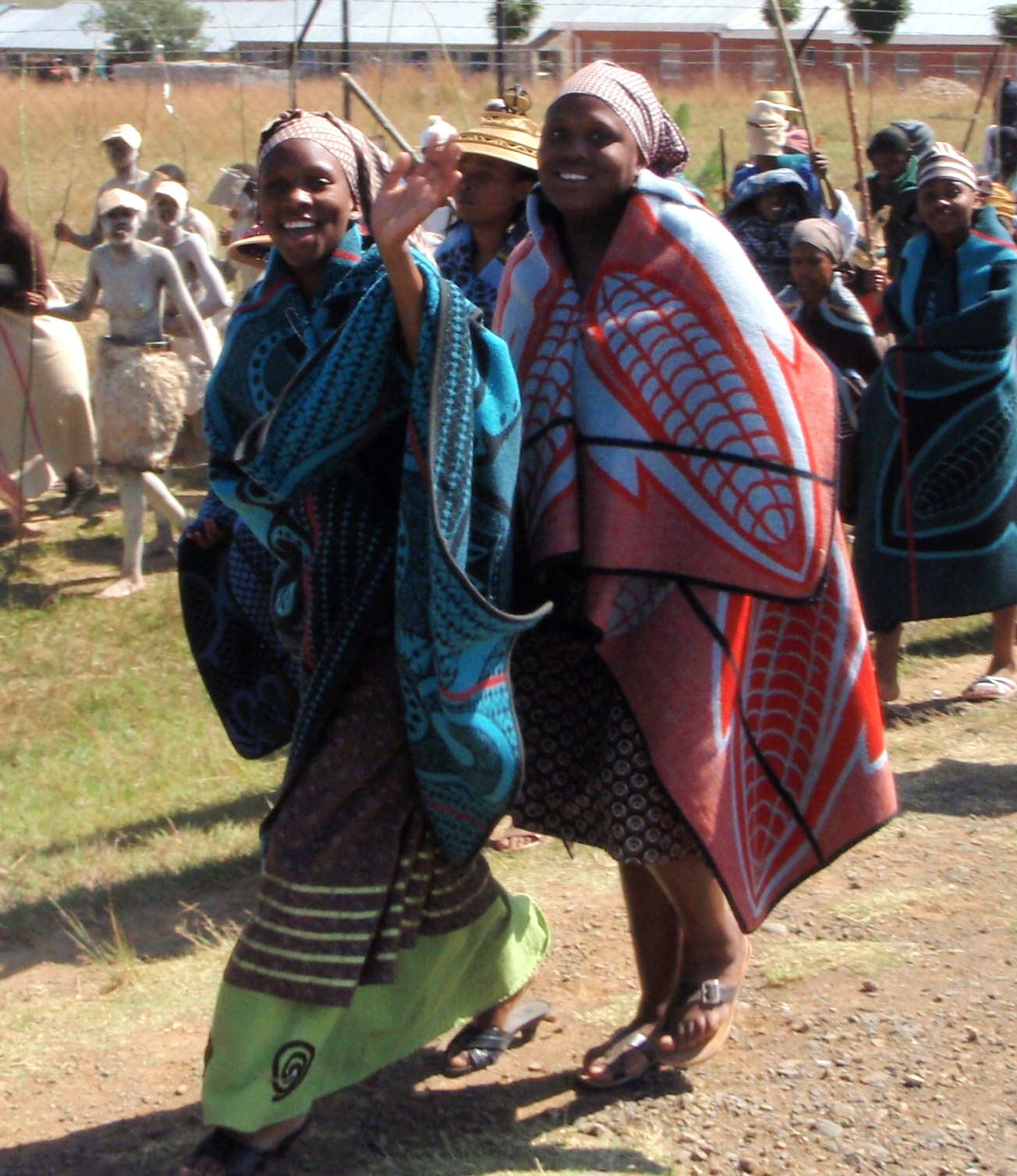
Dones amb mantes basotho

Els instruments musicals tradicionals inclouen el lekolulo, una mena de flauta que utilitzen els nois pastors, el setolo-tolo, que toquen els homes amb la boca, i el thomo de corda de la dona.
L'himne nacional de Lesotho és «Lesotho Fatše La Bo-ntata Rona», que es tradueix literalment ‘Lesotho, terra dels nostres avantpassats’.
L'estil tradicional d'habitatge a Lesotho s'anomena mokhoro. Moltes cases més antigues, especialment a les ciutats i pobles més petits, són d'aquest tipus, amb murs construïts normalment amb grans pedres cimentades entre si. Actualment també s'utilitzen maons de fang al forn i sobretot blocs de formigó, amb cobertes de palla encara habituals, encara que sovint substituïdes per làmines ondulades.
La vestimenta tradicional gira al voltant de la manta basotho, una gruixuda coberta feta principalment de llana. Les mantes són omnipresents a tot el país durant totes les estacions i les porten de manera diferent els homes i les dones.
El Morija Arts & Cultural Festival és un festival d'art i música destacat de Sesotho. Se celebra anualment a la ciutat històrica de Morija, on van arribar els primers missioners l'any 1833.

### Cuina
La cuina de Lesotho inclou tradicions africanes i influències britàniques. El plat nacional de Lesotho és el motoho, unes farinetes de sorgo fermentat que es menja a tot el país.
Com que Lesotho té recursos alimentaris limitats, la majoria de famílies del país crien els seus propis aliments i bestiar per mantenir-se a si mateixes i a les seves famílies.
Alguns aliments bàsics inclouen el papa, una farina de blat de moro coberta amb una salsa que consisteix en diverses verdures. El te i la cervesa elaborada localment són opcions populars per a les begudes.